# Прудников, Григорий Николаевич
Григорий Николаевич Прудников — организатор сельскохозяйственного производства, Герой Социалистического Труда (1966).

## Биография
Родился в 1905 году в деревне Красница.
Участник Великой Отечественной войны, политработник, награждён орденом «За боевые заслуги».
В начале 1950-х гг. работал председателем Перемышльского райисполкома (Калужская область). С февраля 1954 председатель колхоза «1 Мая», созданного в результате объединения нескольких мелких колхозов (Перемышльский район, центральная усадьба — с. Корекозево).
В 1961 — делегат XXII съезда КПСС.
В 1963—1967 депутат Верховного Совета РСФСР.
В 1966 присвоено звание Героя Социалистического Труда.
Умер в 1974 году. Похоронен на Перемышльском кладбище.